# Lovci (Kruševac)
Pour les articles homonymes, voir Lovci.
Lovci (en serbe cyrillique : Ловци) est un village de Serbie situé sur le territoire de la ville de Kruševac, district de Rasina. Au recensement de 2011, il comptait 158 habitants.

## Démographie
| 1948 | 1953 | 1961 | 1971 | 1981 | 1991 | 2002 | 2011 |
| ---- | ---- | ---- | ---- | ---- | ---- | ---- | ---- |
| 377  | 379  | 379  | 366  | 317  | 289  | 228  | 158  |

|  |